# Plesiotrygon iwamae
Plesiotrygon iwamae  (лат.)  — вид рода Plesiotrygon семейства Urotrygonidae отряда хвостоколообразных. Является эндемиком Южной Америки. Обитает в тропических водах бассейна Амазонки. Максимальная зарегистрированная длина 58 см. Грудные плавники этих скатов образуют округлый диск. Хвост оканчивается листовидным хвостовым плавником. В средней части хвостового стебля расположен ядовитый шип. Не является объектом целевого лова. 

## Таксономия
Впервые вид был научно описан в 1987 году. Вид назван в честь бразильского зоолога Сатоко Ивама. Голотип представляет собой взрослого самца длиной 136,5 см, длина диска 58,5 см, ширина диска 56 см, пойманного в притоке Амазонки Солимойнс (03°22′ ю. ш. 64°43′ з. д.), Бразилия. Паратипы: самка длиной 56,7 см, самцы длиной 28,5 и 57,6 см и неполовозрелый самец длиной 22,6 см, пойманные в притоке Амазонки в Эквадоре и самец длиной 21,5 см, пойманный в одном их притоков Амазонки в Бразилии. 

## Ареал
Plesiotrygon iwamae обитают в бассейне Амазонки от Эквадора до Бразилии, включая Перу. На распространённость этого вида скатов в устье Амазонки оказывает сильное влияние сезонное изменение солёности воды. 

## Описание
Широкие грудные плавники этих скатов образуют округлый диск, ширина которого примерно равна длине. Заострённое рыло образует тупой угол и выступает за края диска. Позади крошечных глаз расположены довольно крупные брызгальца. Брюшные плавники закруглены. Рыло довольно длинное, расстояние от кончика до глаз равно 27,4 %, до ноздрей 19,5 % и до рта 25 % ширины диска.На дне ротовой полости имеются 3—5 пальцевидных отростка. Зубы выстроены в шахматном порядке и образуют «тёрку». Имеются 27—26 нижних и 26—62 верхних зубных рядов. Их количество с возрастом увеличивается. В средней части нижней челюсти 5—10 зубных рядов видны, даже когда рот закрыт. У взрослых самцов на обеих челюстях зубы заострены, а у неполовозрелых самцов и самок зубы притуплённые. Дорсальная поверхность диска покрыта чешуёй различной формы и размера. Вдоль центральной линии чешуи крупнее. Хвост покрыт многочисленными колючками. Их величина растёт к концу хвоста. В взрослых самцов имеются удлинённые птеригоподии, длина которых составляет 19,3—21,6 % от длины тела. Окраска дорсальной поверхности диска желтовато-коричневого или серо-коричневого цвета, диск усеян многочисленными белыми пятнышками собранными в розетки, размер которых увеличивается к краям диска. Вентральная сторона окрашена в белый цвет, задний край диска и брюшные плавники коричневые. Окраска молодых особей в целом светлее. Хвост неполовозрелых скатов покрыт тёмными и светлыми полосами. Задние края брюшных плавников сильно выступают за край диска; длина кнутовидного хвоста почти в 2 раза превышает длину диска и даже у крупных особей редко обламывается; шип хорошо развит и сдвинут назад относительно основания хвоста; сравнительно небольшое число лучей грудных плавников (75—91).

## Биология
Рацион Plesiotrygon iwamae состоит из мелких рыб, насекомых и ракообразных. Подобно прочим представителям семейства Urotrygonidae эти скаты размножаются яйцеживорождением. Беременность, вероятно, длится около 8 месяцев. Спаривание происходит в сезон дождей, а роды приходятся на переходный период между засушливым и дождливым сезоном. В помёте 1—4 новорожденных, в среднем 2. У самцов и самок половая зрелость наступает при длине 40 и 50 см. 

## Взаимодействие с человеком
Эти скаты не являются объектом целевого лова. Иногда из содержат в аквариумах, однако рыночный спрос невелик из-за довольно крупного размера и невзрачной окраски. Plesiotrygon iwamae страдают от ухудшения условий среды обитания, связанного с вырубкой лесов, развития промышленности и загрязнения вод. Международный союз охраны природы оценил статус сохранности вида как «Уязвимый». 